# Пророгация
Пророга́ция (лат. prorogatio) — в Древнем Риме продление ординарного однолетнего срока полномочий магистрата, обычно консула или претора, чтобы он мог продолжить ведущуюся военную кампанию. Появилась в связи с учащёнными военными кампаниями и расширением римских территорий, когда требовалось бо́льшее число людей, занимающих военные и административные должности. Пророгация предоставлялась или простым сенатским решением, или, по инициативе сената, плебисцитом.
Хотя пророгация командующих оправдывалась военными соображениями, она должна была увеличивать эффективность военных действий, поскольку должность занимал опытный военачальник, знающий условия войны, на практике пророгация часто использовалась в политических целях. К периоду поздней Римской республики пророгация управления провинциями стала нормой, из-за чего некоторые военачальники приобретали большую власть на местах и огромные финансовые ресурсы, что во многом способствовало возникновению гражданских войн.